# Marcillé-Raoul
Marcillé-Raoul (bret. Marc'helleg-Raoul) – miejscowość i gmina we Francji, w regionie Bretania, w departamencie Ille-et-Vilaine.
Według danych na rok 1990 gminę zamieszkiwały 683 osoby, a gęstość zaludnienia wynosiła 30 osób/km² (wśród 1269 gmin Bretanii Marcillé-Raoul plasuje się na 727. miejscu pod względem liczby ludności, natomiast pod względem powierzchni na miejscu 431.).